# Rue Pierre-Chausson
La rue Pierre-Chausson est une voie du 10e arrondissement de Paris, en France.

## Situation et accès
La rue Pierre-Chausson est une voie publique située dans le 10e arrondissement de Paris. Elle débute au 24, rue du Château-d'Eau et se termine au 21, boulevard de Magenta.

## Origine du nom
Elle porte le nom de Pierre Chausson, propriétaire des lieux, et grand-père du compositeur Ernest Chausson qui y est né.

## Historique
Ce passage jadis fermé par des grilles fut construit en 1835 par M. Chausson et portait alors le nom de « passage Chausson ». En 1896, il devint la « rue Prosper-Chausson », et enfin en 1900, la « rue Pierre-Chausson ».

## Bâtiments remarquables et lieux de mémoire
- No 5 : emplacement des cycles Peerless au début du XXe siècle.